# Cimetière de Mount Auburn (Massachusetts)
Pour les articles homonymes, voir Mount Auburn.
Le cimetière de Mount Auburn est le premier cimetière paysager aux États-Unis, situé sur la ligne entre Cambridge et Watertown, dans le comté de Middlesex, au Massachusetts, à 6 kilomètres à l'ouest de Boston. Il est le lieu de sépulture de nombreux membres éminents des Brahmanes de Boston, et aussi un monument historique national.
Consacré en 1831 et entouré de monuments classiques, sur un terrain paysagé vallonné, il marque une rupture avec les terrains d'inhumation de l'époque coloniale et les cimetières affiliés à une église. L'apparition de ce type de cimetière paysager coïncide avec la popularité montante du terme anglais cemetery, «  cimetière », dérivé du grec pour « une place pour dormir », au détriment du terme graveyard. Ce langage et cette perspective éclipsent la vision sévère antérieure de la mort et de l'au-delà incarnée par les vieux cimetières et des concessions de terrain des églises.
Le cimetière de 174 acres (70,4 ha) est important tant pour ses aspects historiques que son rôle en tant qu'arboretum. C'est le plus grand espace ouvert contigu de Watertown et s'étend dans Cambridge vers l'est, à côté du cimetière de la ville de Cambridge et du cimetière de Sand Banks. Il est désigné comme district de monument historique national en 2003 pour son rôle de pionnier dans le développement du cimetière du XIXe siècle.

## Histoire
Le terrain qui est devenu le cimetière de Mount Auburn est à l'origine nommé la ferme de Stone, bien que les habitants s'y réfèrent comme « Sweet Auburn » d'après le poème de 1770 « The Deserted Village (en) » d'Oliver Goldsmith. Le cimetière de Mont Auburn est inspiré par le cimetière du Père Lachaise à Paris et est lui-même une source d'inspiration de cimetière pour des concepteurs, notamment le cimetière de Green-Wood à Brooklyn (1838) et celui d'Abney Park à Londres. Le cimetière de Mount Auburn est conçu en grande partie par Henry Alexander Scammell Dearborn (en) avec l'aide de Jacob Bigelow et Alexander Wadsworth (en).
Bigelow est venu avec l'idée de Mount Auburn dès 1825, bien qu'un site n'ait pas été acquis que cinq ans plus tard. Bigelow, un médecin, a été préoccupé par l'insalubrité des sépultures sous les églises ainsi que la possibilité de manquer d'espace. Avec l'aide de la Société d'horticulture du Massachusetts (en), le cimetière de Mount Auburn a été créé sur 28 hectares de terrain autorisé par l'assemblée législative du Massachusetts pour un usage de jardin ou de cimetière paysager. Le terrain d'origine a coûté 6 000 $ ; il est étendu à 170 acres (68,79655914 ha). La porte principale a été construite dans le style renaissance égyptienne et a coûté 10 000 $ (249 818,60 $ en 2015). Le premier président de l'association de Mount Auburn, le juge de la cour suprême Joseph Story, a inauguré le cimetière en 1831. Le discours d'inauguration de Story, prononcé le 24 septembre 1831, a défini le modèle pour beaucoup d'autres discours des trois décennies suivantes. Garry Wills (en) met l'accent sur lui comme un précurseur important pour le discours de Gettysburg du président Lincoln.
Le cimetière est considéré comme à l'origine des parcs publics américains et du mouvement des jardins. Il définit le style pour d'autres cimetières de banlieue américains comme le cimetière de Laurel Hill (en) (Philadelphie, 1836), le cimetière de Mount Hope (Bangor, Maine, 1834), le premier cimetière paysager municipal d'Amérique ; le cimetière de Green-Wood (Brooklyn, 1838), Le cimetière Green Mount (Baltimore, dans le Maryland, 1839), le cimetière de Mount Hope (en) (Rochester, NY, 1838), le cimetière d'Allegheny (Pittsburgh, 1844), le cimetière paysager d'Albany (en) (Menands, New York, 1844), le cimetière de Swan Point (en) (Providence, Rhode Island, 1846), le cimetière de Spring Grove (en) (Cincinnati, 1844), et le cimetière de Forest Hills (Jamaica Plain, 1848) ainsi que le cimetière d'Oakwood (en) à Syracuse, New York. Il peut être considéré comme le lien entre les jardins paysagers anglais de Capability Brown et Central Park de Frederick Law Olmsted à New York (années 1850)[réf. nécessaire].
Mount Auburn a été créé à un moment où les Américains avaient un grand intérêt pour les cimetières paysagers. Il est encore bien connu pour son atmosphère tranquille et son attitude à l'égard de la mort. La plupart des monuments traditionnels présentent des fleurs de pavot, symboles de sommeil serein. À la fin des années 1830, son premier guide non officiel, Picturesque Pocket Companion and Visitor's Guide Through Mt. Auburn, a été publié et présentait des descriptions de certains des plus intéressants monuments, ainsi que d'un recueil de prose et de la poésie au sujet de la mort écrits par des écrivains, dont Nathaniel Hawthorne et Willis Gaylord Clark. En raison du nombre de visiteurs, les promoteurs du cimetière régularise avec précaution le terrain : ils avaient une politique de supprimer les monuments « repoussants et inconvenants » et seuls les « propriétaires » (c'est-à-dire les propriétaires de concessions) pouvaient avoir des véhicules sur le terrain et ont été autorisés à l'intérieur des portes le dimanche et les jours fériés.
Dans les années 1840, Mount Auburn a été considéré comme l'une des destinations touristiques les plus populaires dans la nation, avec les chutes du Niagara et Mount Vernon. Emily Dickinson, âgée de 16 ans, a écrit à propos de sa visite à Mount Auburn, dans une lettre en 1846. 60 000 personnes ont visité le cimetière en 1848 seulement.

## Bâtiments

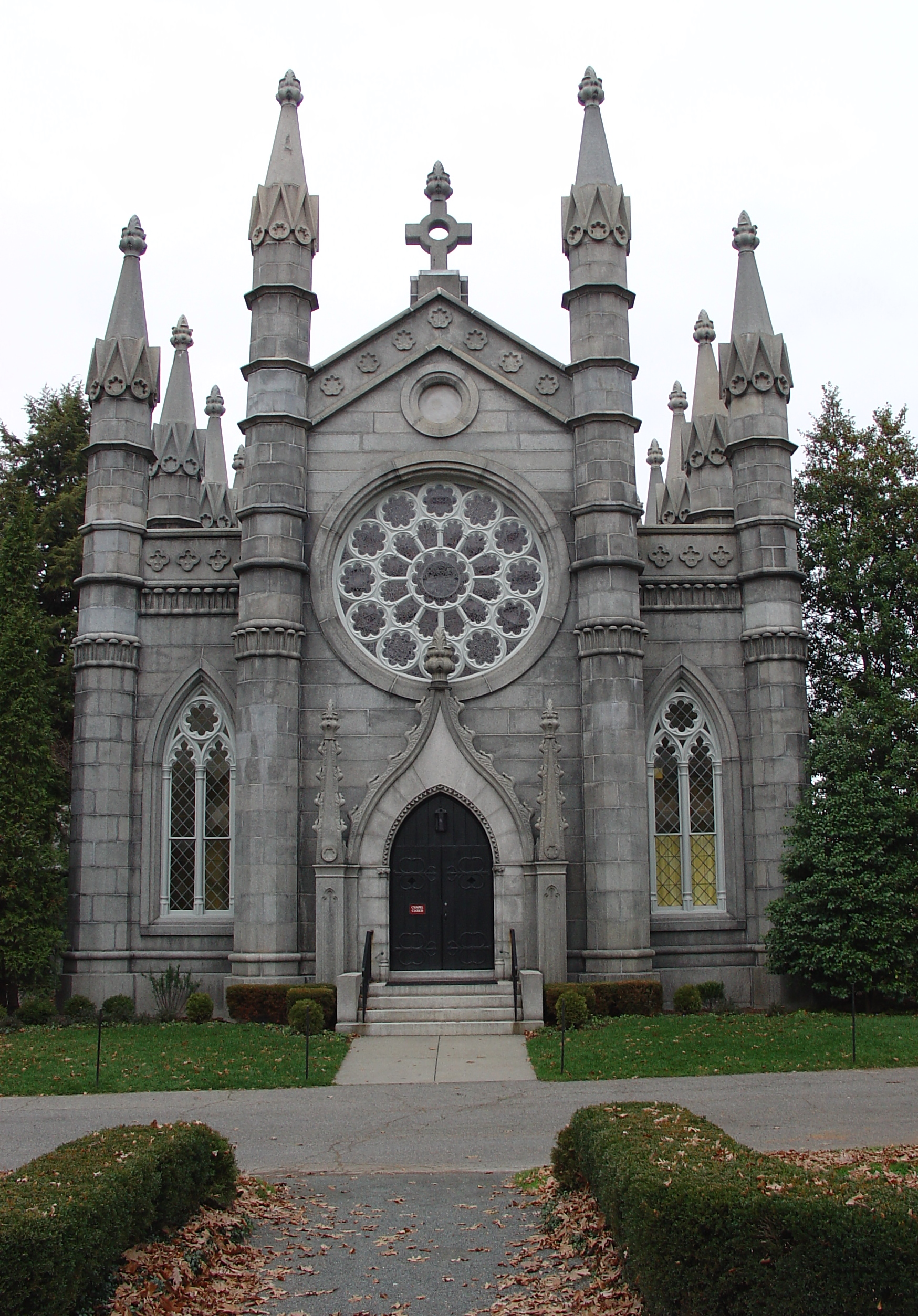
La chapelle Bigelow.

Le cimetière a trois édifices remarquables sur son terrain. La tour Washington a été conçue par Bigelow et construite en 1852-54. Nommée en hommage à George Washington, la tour de 62 pieds (18,8976 m) a été construite avec du granit de Quincy et offre d'excellentes vues sur la région. La chapelle Bigelow a été construite dans les années 1840 et reconstruite dans les années 1850, également faite de granit de Quincy, et a été rénovée en 1899, sous la direction de l'architecte Willard Sears pour accueillir un crématorium. Son intérieur a de nouveau été rénové en 1924 par Allen et Collins. Grâce à toutes ces modifications, les vitraux de la société écossaise Allan & Ballantyne ont été conservés.
En 1870, les administrateurs du cimetière, sentant le besoin d'espace supplémentaire,ont acheté du terrain de l'autre côté de Mount Auburn Street et ont construit une maison d'accueil (en). Ce bâtiment a été supplanté dans les années 1890 par la construction de la chapelle de Story et du bâtiment de l'administration, adjacent à la porte principale. La première maison d'accueil a été conçue par Nathaniel J. Bradlee, et est (comme le cimetière) répertoriée sur le Registre national des lieux historiques. Le deuxième bâtiment a été conçu par Willard Sears, et il est construit en grès de Potsdam dans ce que Sears a caractérisé comme le « style perpendiculaire anglais ». La chapelle dans ce bâtiment a été rénovée en 1929 par Allen et Collins pour inclure les vitraux de l'artiste de la Nouvelle-Angleterre Earl E. Sanborn.

## Le cimetière aujourd'hui
Plus de 93 000 personnes sont enterrées dans le cimetière en 2003. Un certain nombre de personnes historiquement significatives y sont enterrés depuis sa création, et plus particulièrement les membres des Brahmanes de Boston et l'élite de Boston associée à l'université de Harvard ainsi qu'un certain nombre de personnalités Unitariennes.
Le cimetière est non confessionnel et continue de faire de l'espace disponible pour les nouvelles parcelles. La région est bien connue pour la beauté de ses environs, et est une destination favorite pour les observateurs d'oiseaux ; plus de 220 espèces d'oiseaux ont été observés dans le cimetière depuis 1958. Les visites guidées de l'histoire du cimetière, de l'art, et des points d'intérêt d'horticulture peuvent être faites.
La collection de Mount Auburn de plus de 5 500 arbres comprend près de 700 espèces et variétés. Des milliers d'arbustes très bien conservés et de plantes herbacées qui se tissent à travers le cimetière, les collines, les étangs, les forêts et les clairières. Le cimetière contient plus de 10 miles (17 km) de routes et de nombreux sentiers : de l'aménagement paysager de plantations du style de l'époque victorienne aux jardins contemporains, des régions boisées aux jardins d'ornement formels, et des vues panoramiques au travers des arbres majestueux aux petits espaces clos. Beaucoup d'arbres, d'arbustes et de plantes herbacées sont marqués avec des étiquettes botaniques contenant leurs noms scientifiques et communs.

Le cimetière a été parmi ceux décrits dans le documentaire de 2005 de PBS A Cemetery Special. 

## Sépultures notables
- Louis Agassiz, botaniste, zoologiste, ichtyologiste et géologue américano-suisse[19](p85)
- Edwin Booth, acteur américain[20](p21)
- Edwin G. Boring, psychologue américain[21].
- Nathaniel Bowditch, mathématicien américain[22](p254)
- William Brewster, ornithologue américain[23](p140)
- Charles Bulfinch, architecte américain[24](p322)
- McGeorge Bundy, homme politique américain membre du Parti démocrate[25](p101)
- William Ellery Channing, pasteur et auteur américain[26](p39)
- James B. Conant, chimiste américain[27](p495)
- Caroline Healey Dall, écrivaine et féministe américaine,
- Dorothea Dix, militante américaine et surintendante des infirmières de guerre durant la guerre de Sécession[28](p116).
- Harold Edgerton, photographe américain spécialiste de la photographie réalisée avec un stroboscope[19](p85)
- Edward Everett, homme politique, diplomate et pasteur chrétien unitarien américain[29](p315)
- Annie Adams Fields, poète, essayiste, animatrice de salon littéraire américaine, et une figure majeure de l'action sociale de la ville de Boston[30],
- James Thomas Fields, poète et journaliste américain
- Felix Frankfurter, juge américain siégeant à la Cour suprême des États-Unis[31](p284).
- Margaret Fuller, journaliste, critique et militante féministe américaine[32](p390).
- Richard B. Fuller, architecte, designer, inventeur, écrivain et futuriste américain.
- Charles Dana Gibson, artiste américain[25](p277)
- Augustus A. Gould, conchyliologiste américain[33].
- Asa Gray, botaniste américain[34](p1010)
- Edwin Herbert Hall, physicien américain[35]
- Oliver W. Holmes, écrivain, médecin, essayiste et poète américain du XIXe siècle[36](p10).
- Winslow Homer, peintre américain[37](p241)
- Julia W. Howe, militante abolitionniste et poétesse américaine[38]
- Samuel G. Howe, antiesclavagiste américain et. chirurgien[28](p116)
- Harriot Kezia Hunt, médecin et militante américaine des droits des femmes[39]
- Harriet A. Jacobs, écrivain américaine, militante active pour l'abolition de l'esclavage[40](plx)
- Mary Morton Kehew, suffragiste et syndicaliste
- Kittie Knox, coureuse cycliste américaine
- Henry C. Lodge, homme politique américain[41](p1461)
- Henry C. Lodge, Jr., diplomate et homme politique américain[41](p1461).
- Henry Longfellow, poète américain[42]
- Amy Lowell, poétesse américaine appartenant à l'école imagiste de Brookline[43](pxlii)
- James R. Lowell, poète romantique, critique, satiriste, écrivain, diplomate et abolitionniste américain[44](p372).
- Josephine Shaw Lowell, philanthrope et féministe américaine
- Maria W. Lowell, poétesse et abolitionniste américaine[24](p46).
- Bernard Malamud, écrivain américain[45](p177)
- Louise Chandler Moulton, poète, conteuse, nouvelliste, anthologiste, éditrice, biographe et critique littéraire américaine
- Robert Nozick, philosophe américain professeur à Harvard[46]
- Francis Parkman, historien et un spécialiste en horticulture américain[47](p40)
- John Rawls, philosophe américain[48](pxxi)
- Julian Schwinger, physicien américain[19](p85)
- Burrhus F. Skinner, psychologue et penseur américain[25]
- Isador F. Stone, journaliste indépendant américain[49].
- Joseph Story, juge et un avocat américain siégeant à la Cour suprême des États-Unis[50](p74)
- Charles Sumner, homme politique américain[51](p202)
- Robert C. Winthrop, homme politique américain[44]

## Galerie de photos

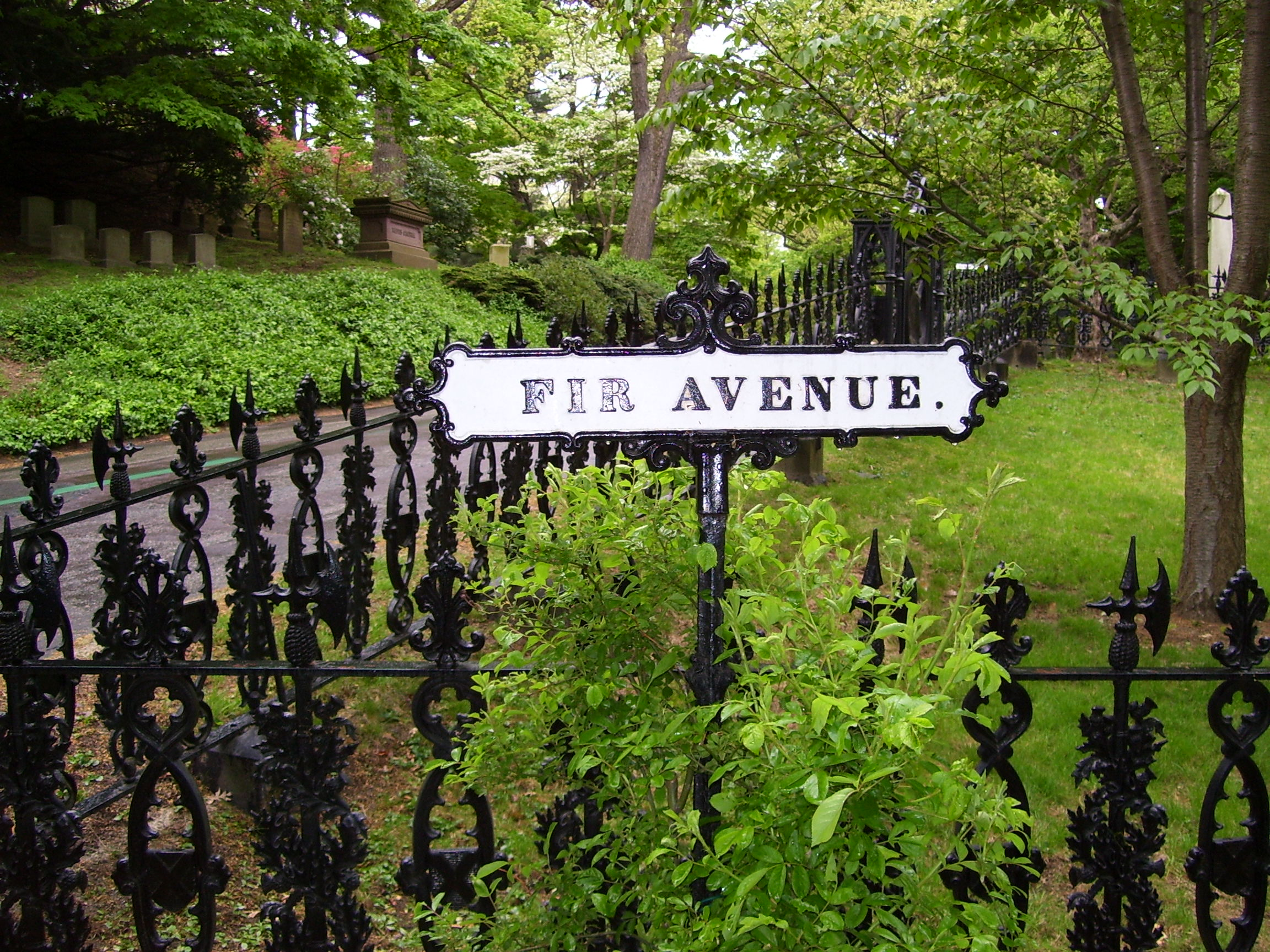
Marquer de Fir Avenue dans le cimetière
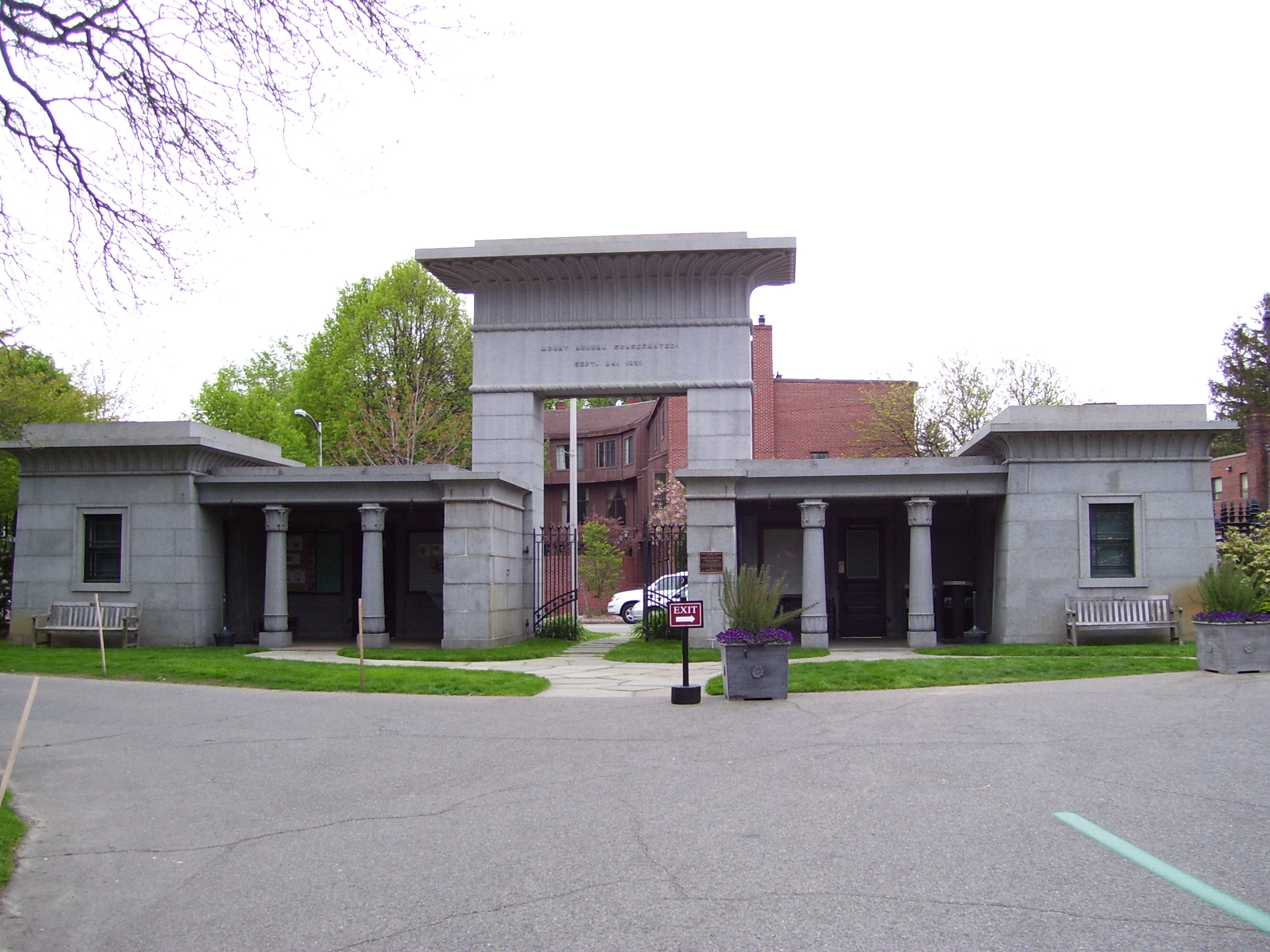
Entrée du style renouveau égyptien au cimetière de Mount Auburn Cemetery
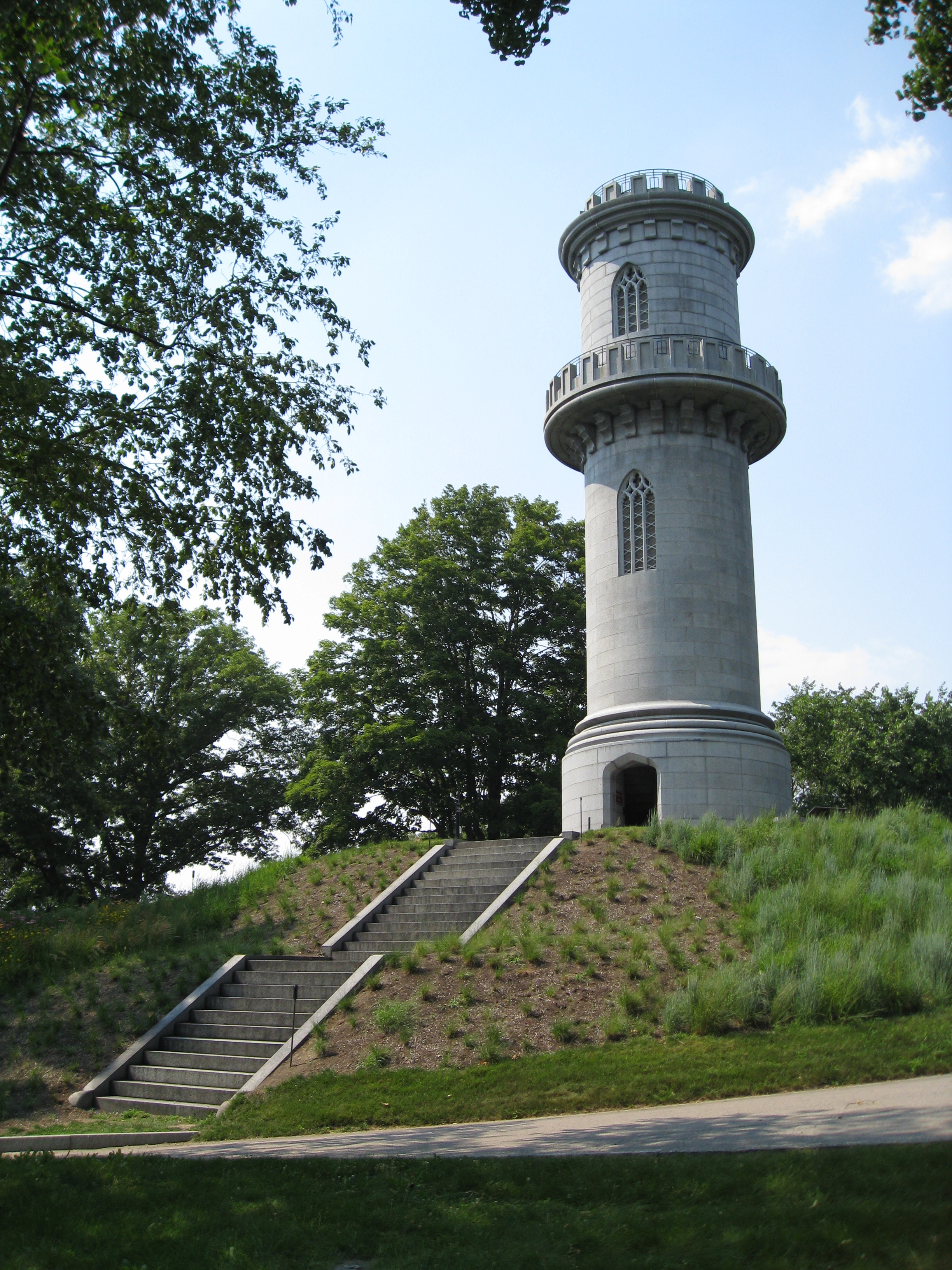
La tour Washington dans le cimetière
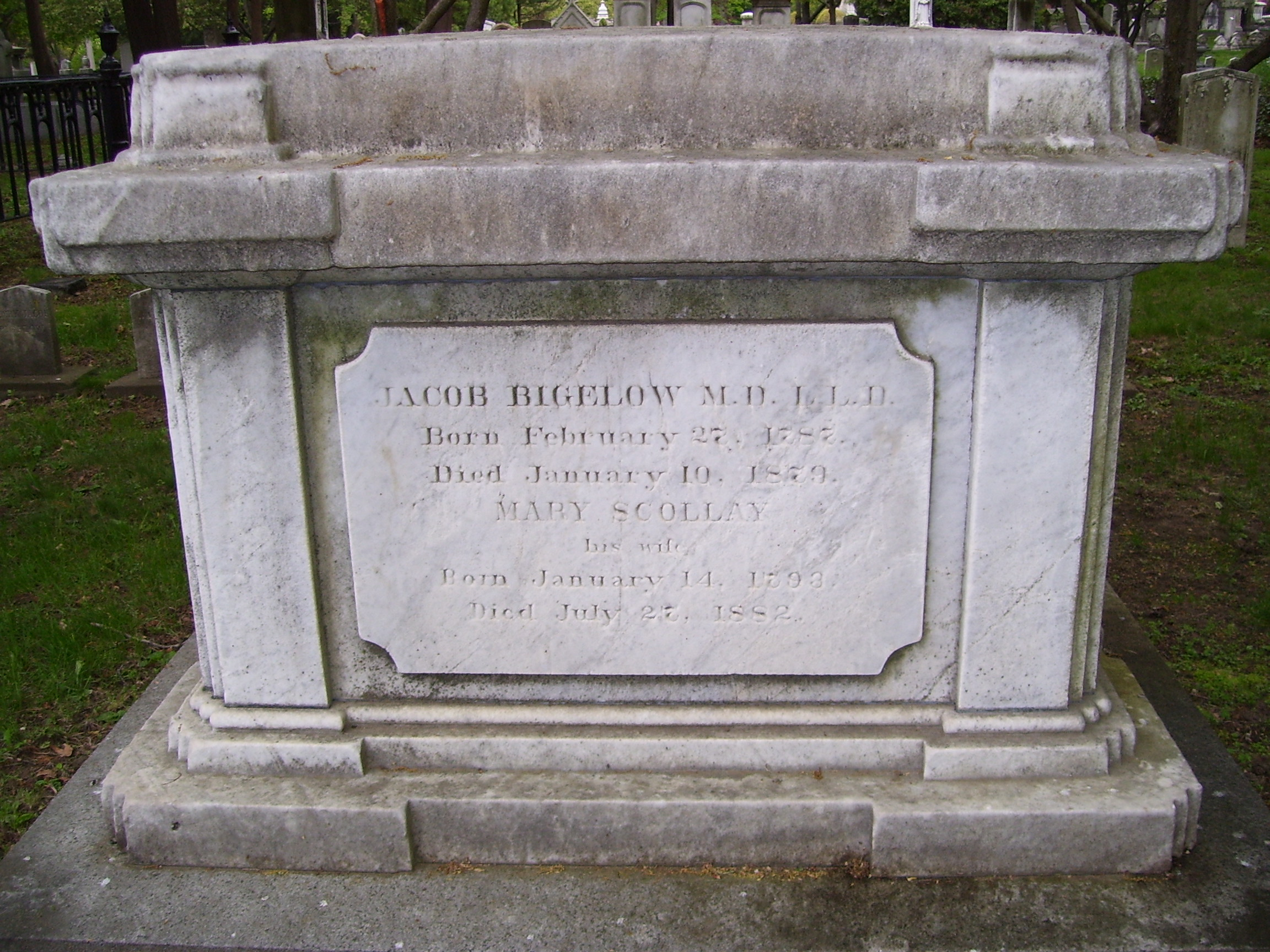
Concepteur du cimetière, tombe du Dr Jacob Bigelow
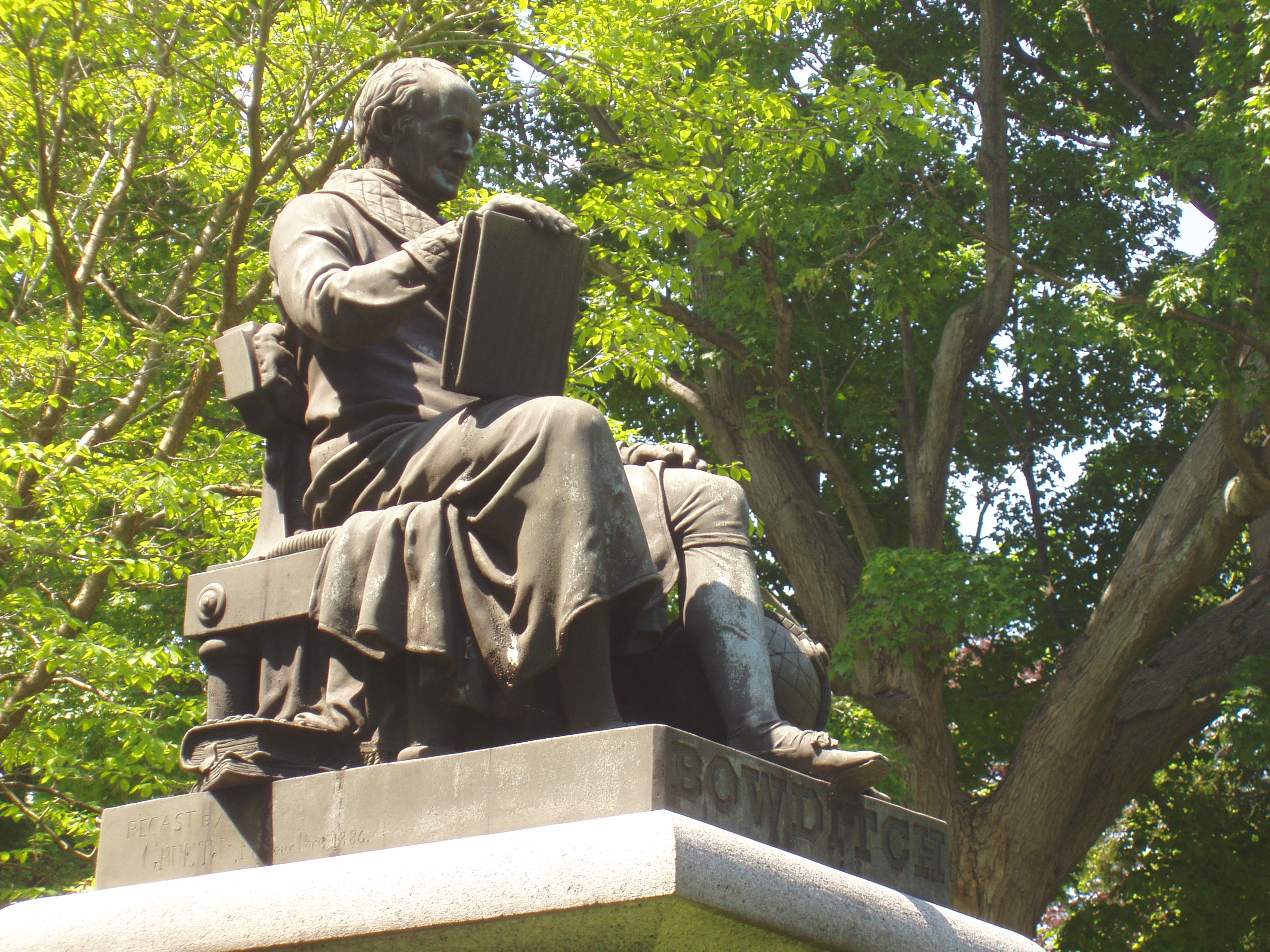
Nathaniel Bowditch
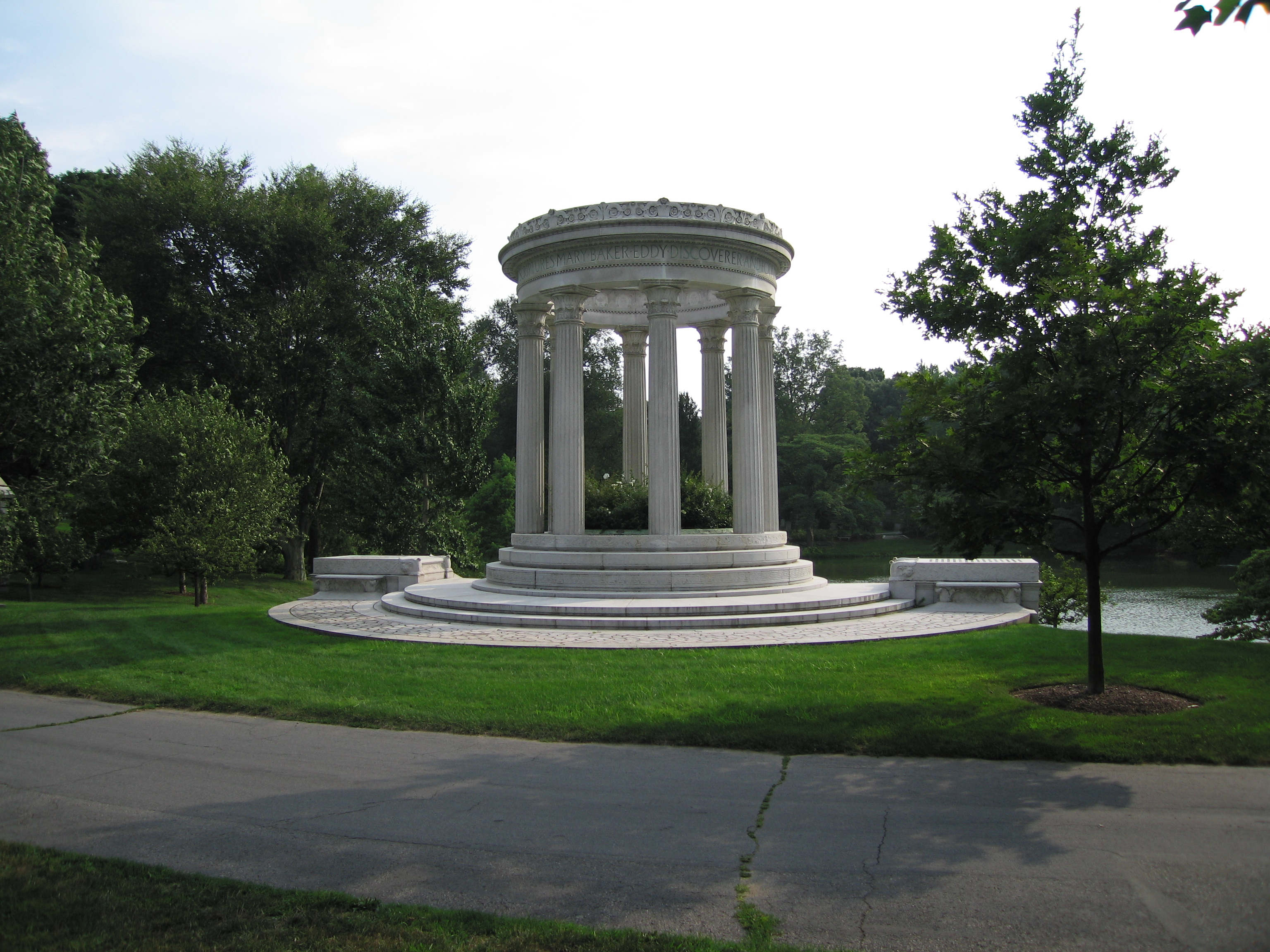
Mary Baker Eddy Memorial
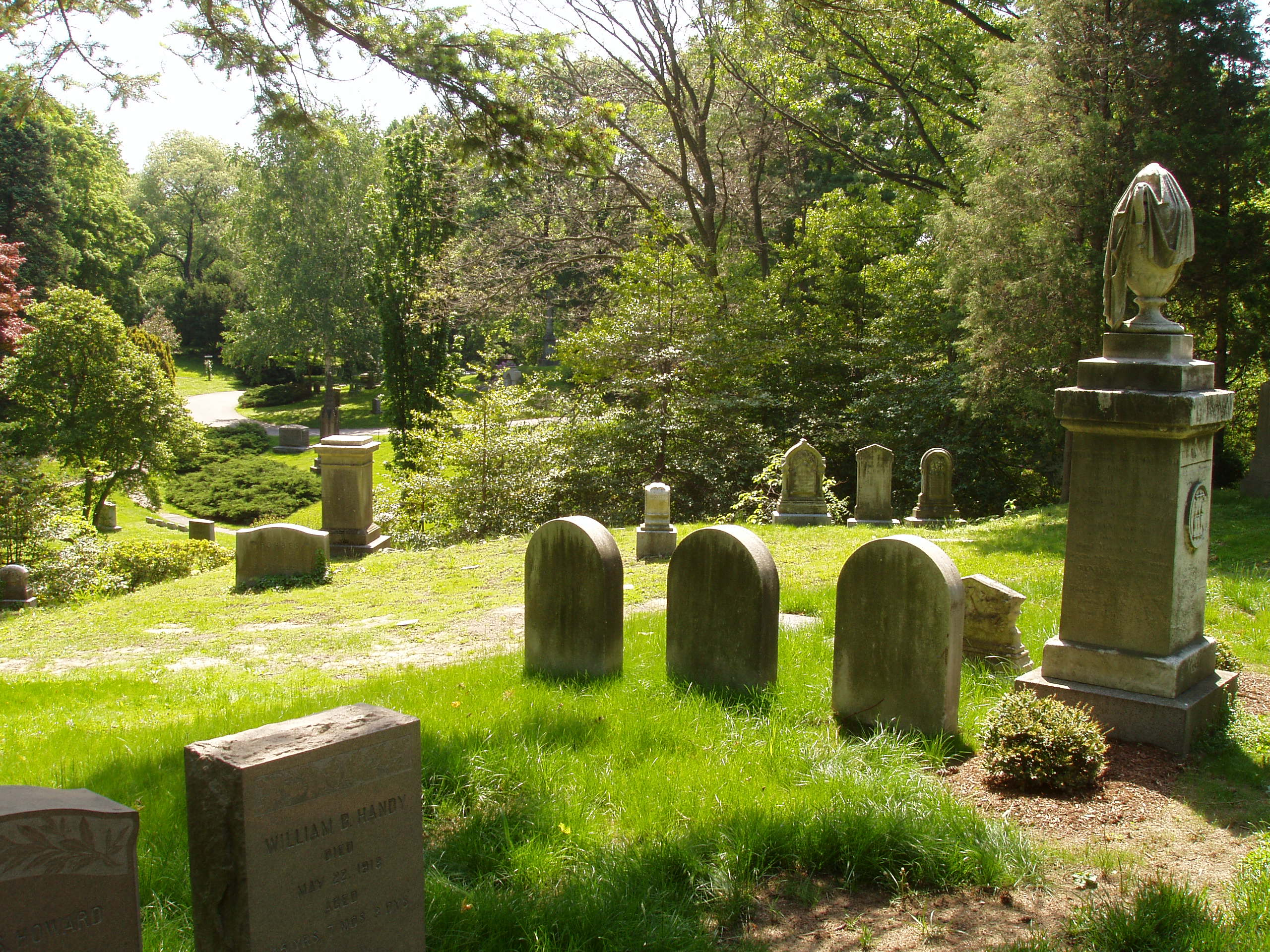
Cimetière de Mount Auburn
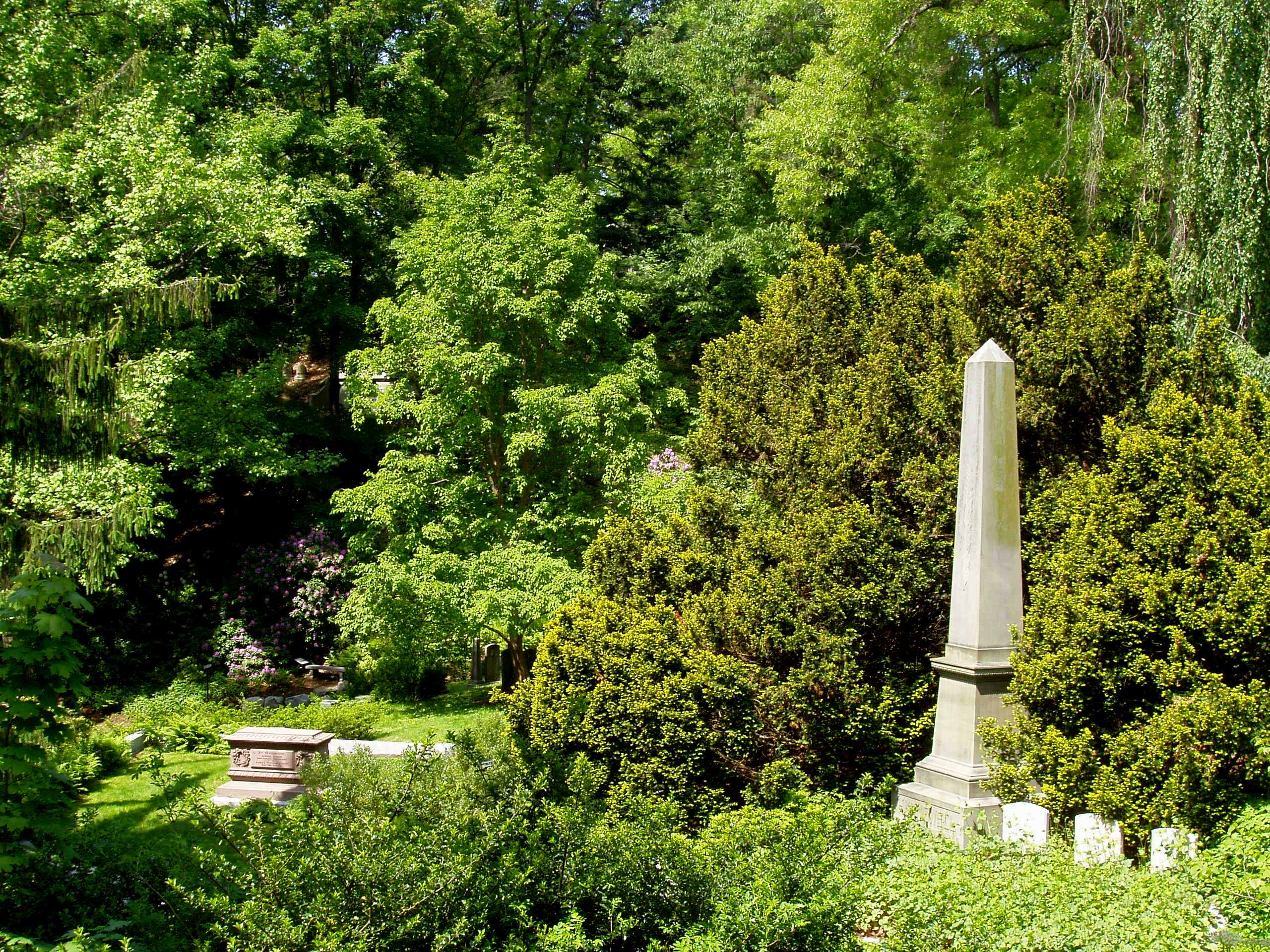
Obélisque de la famille Hunnewell
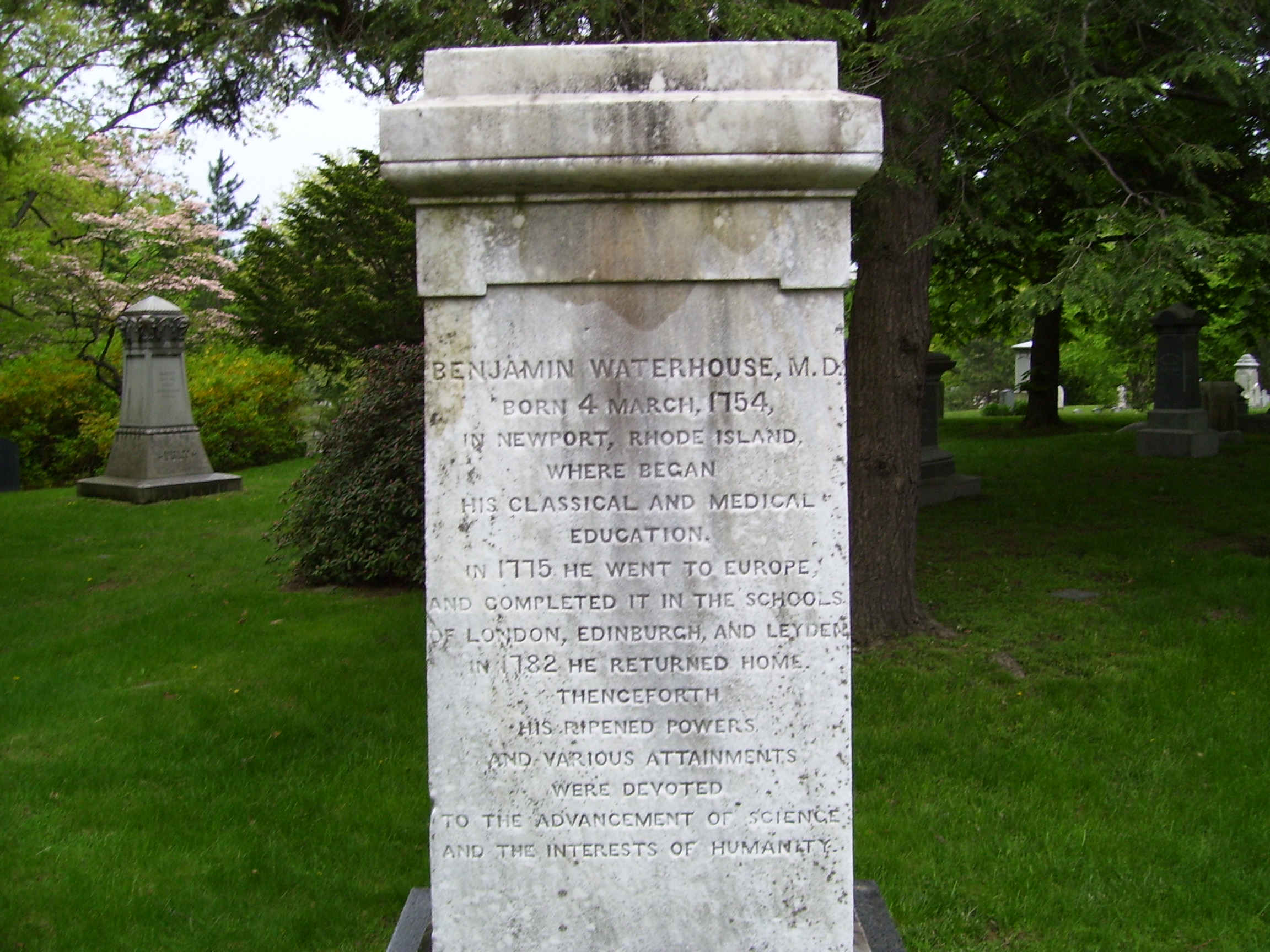
Tombe du Dr Benjamin Waterhouse
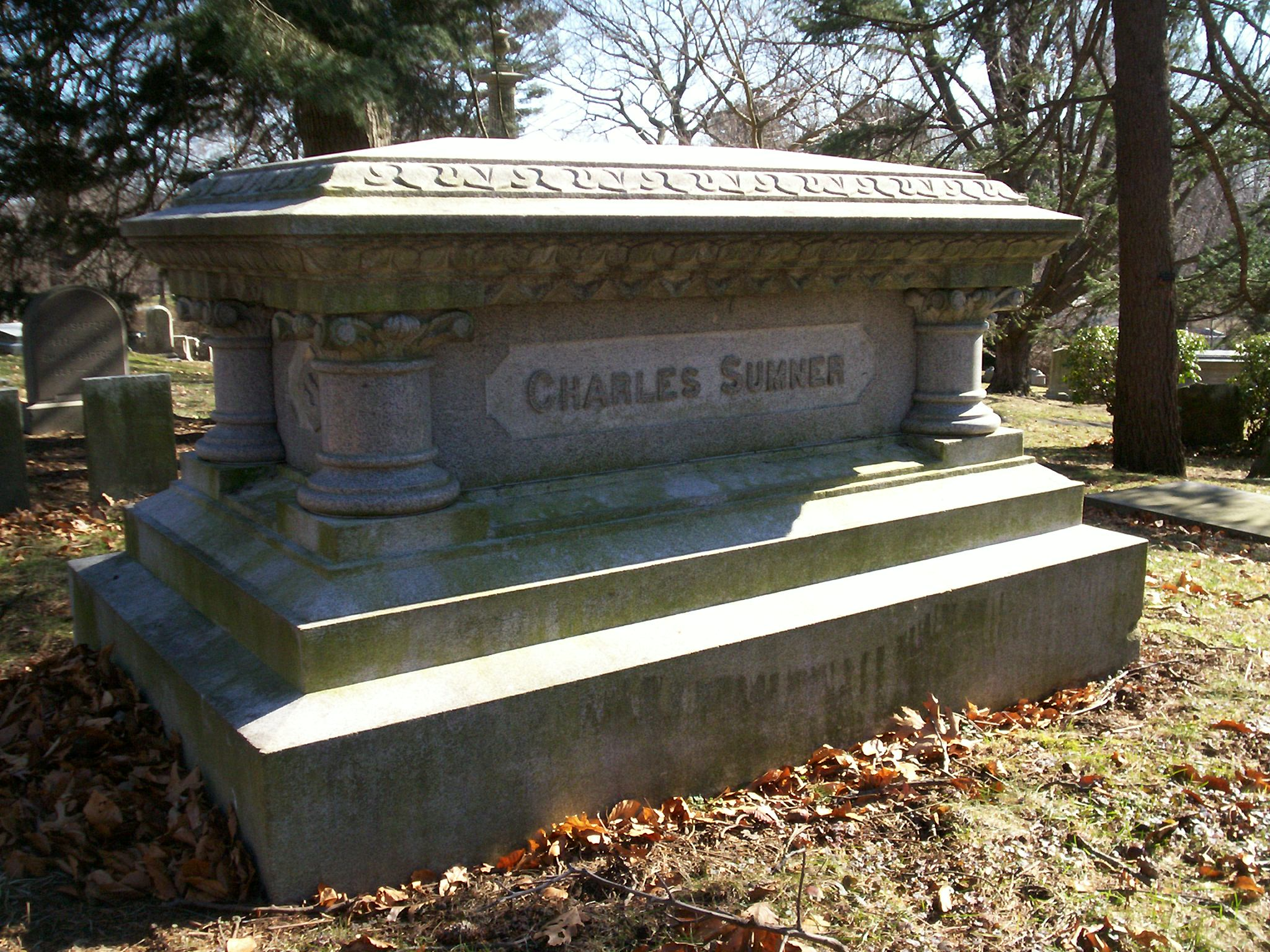
Tombe de Charles Sumner
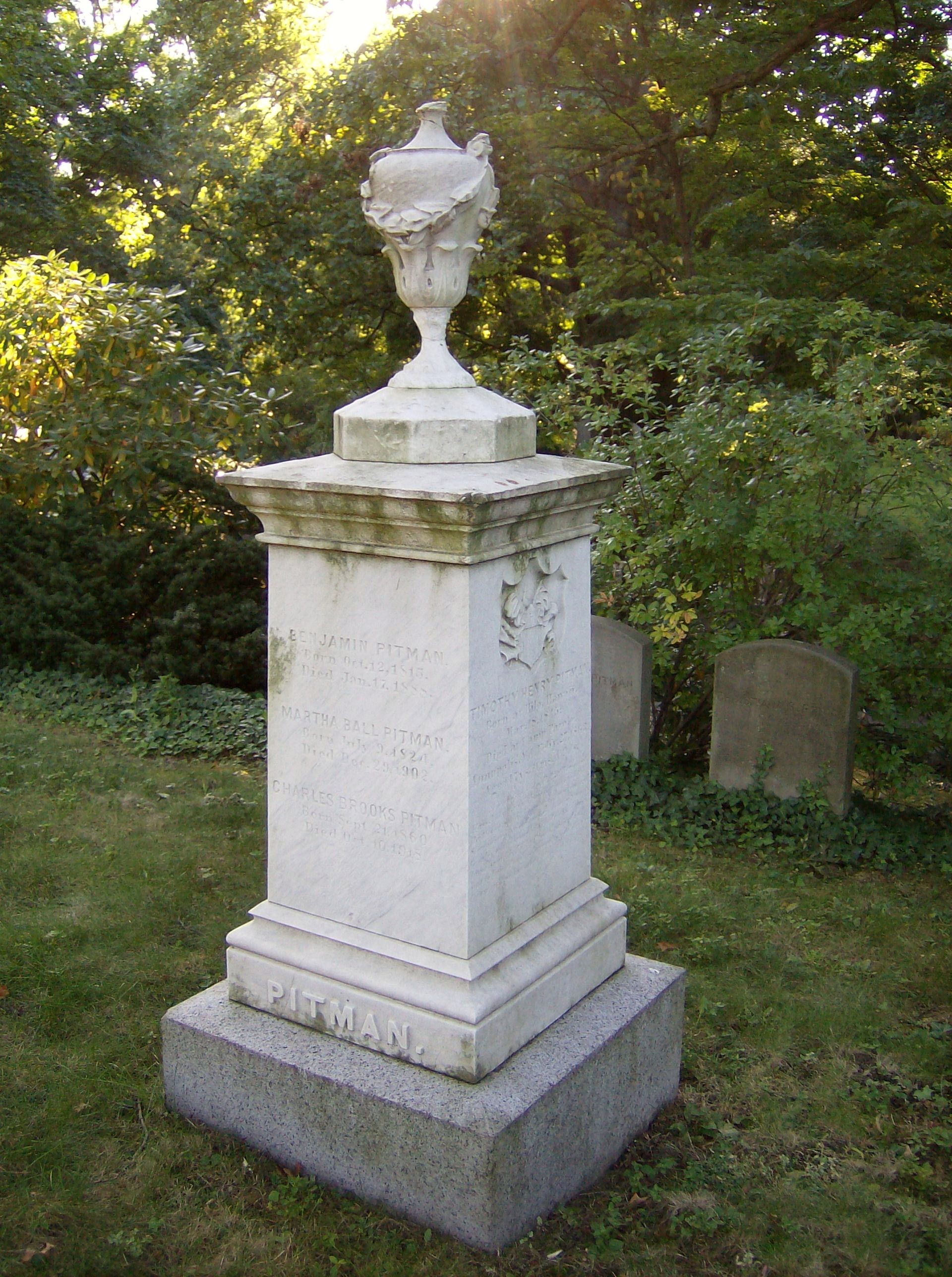
Marqueur de la famille Pitman
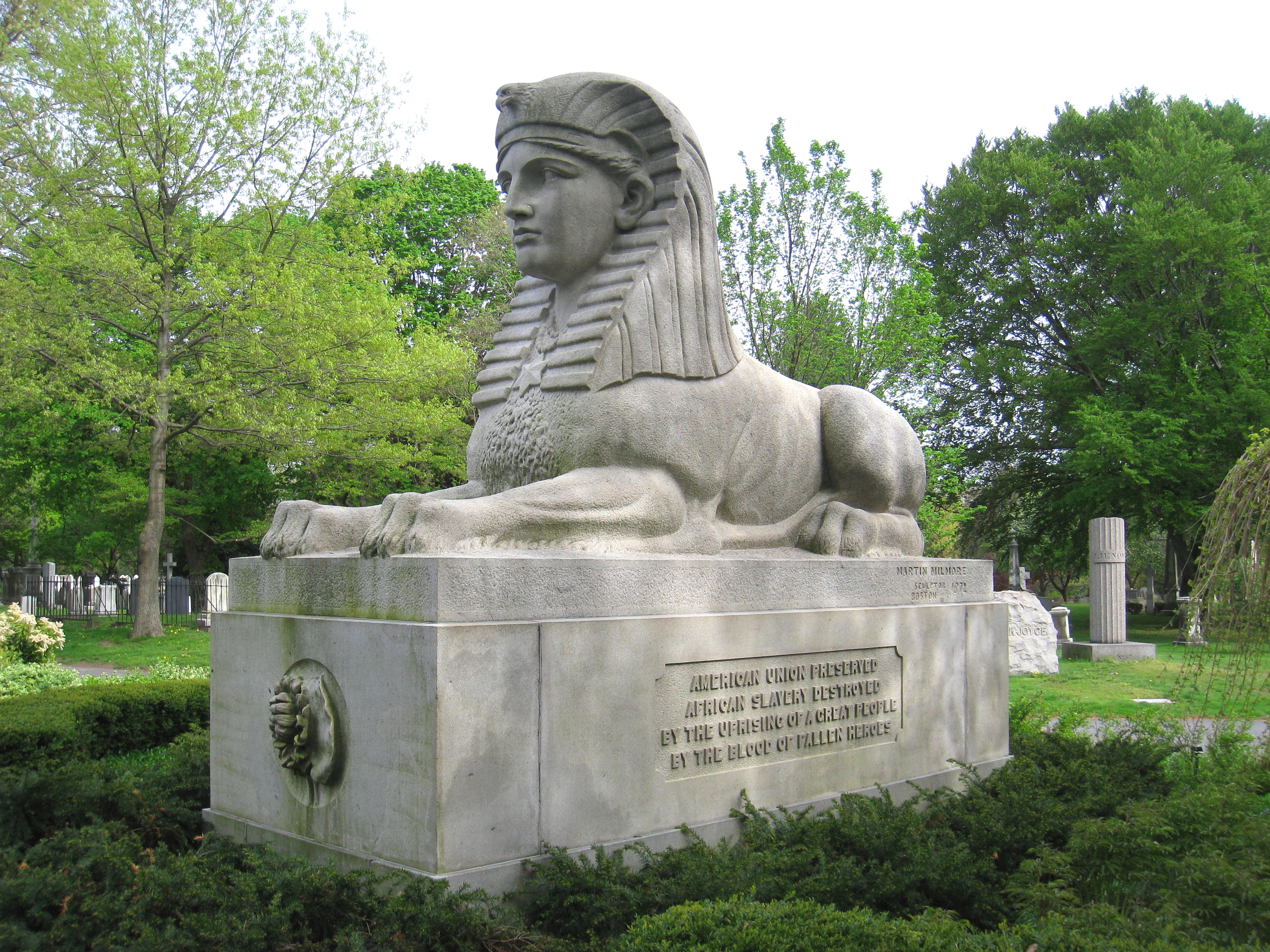
Sphinx par Martin Milmore, 1872
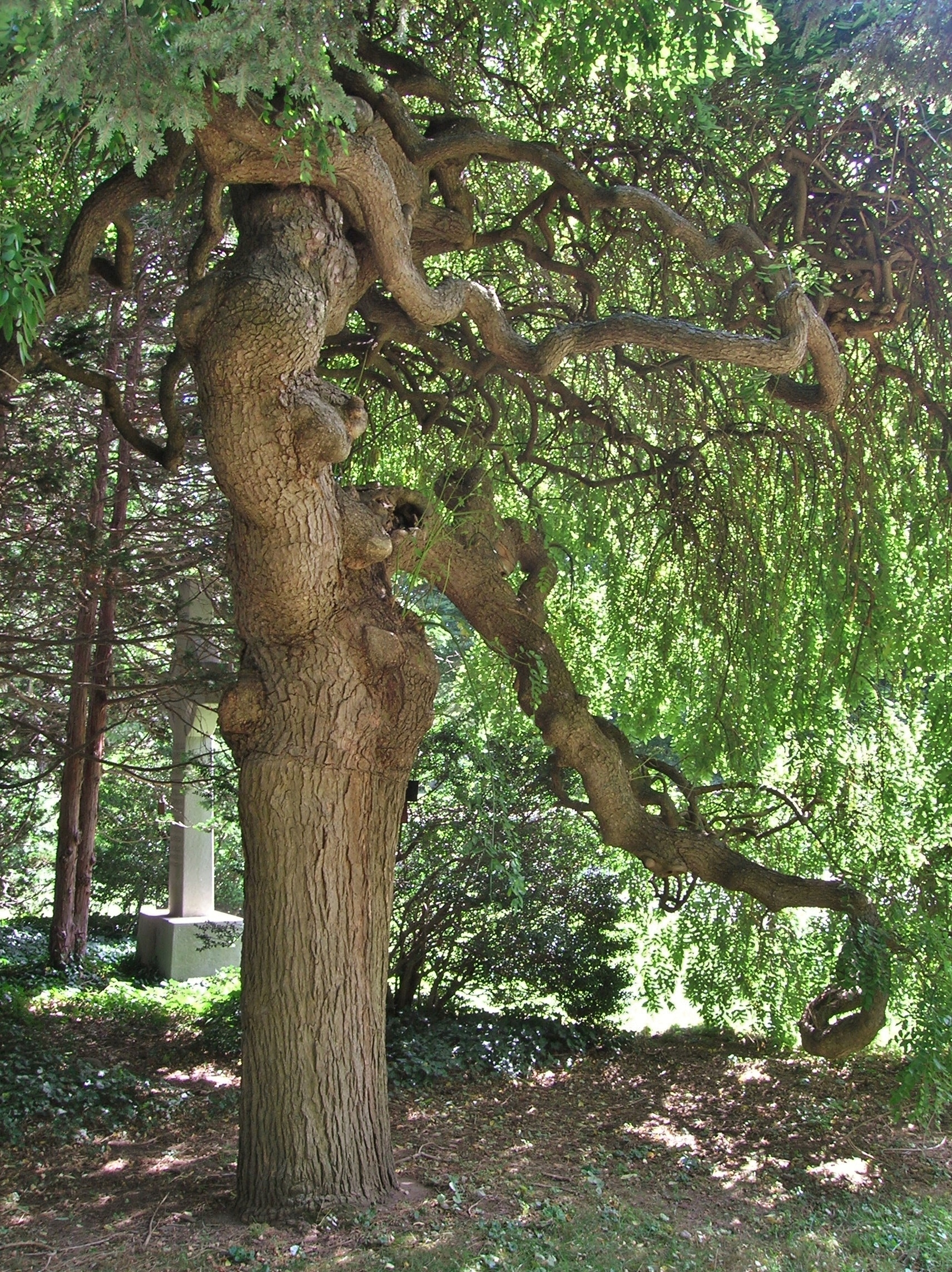
Weeping Japanese pagoda tree
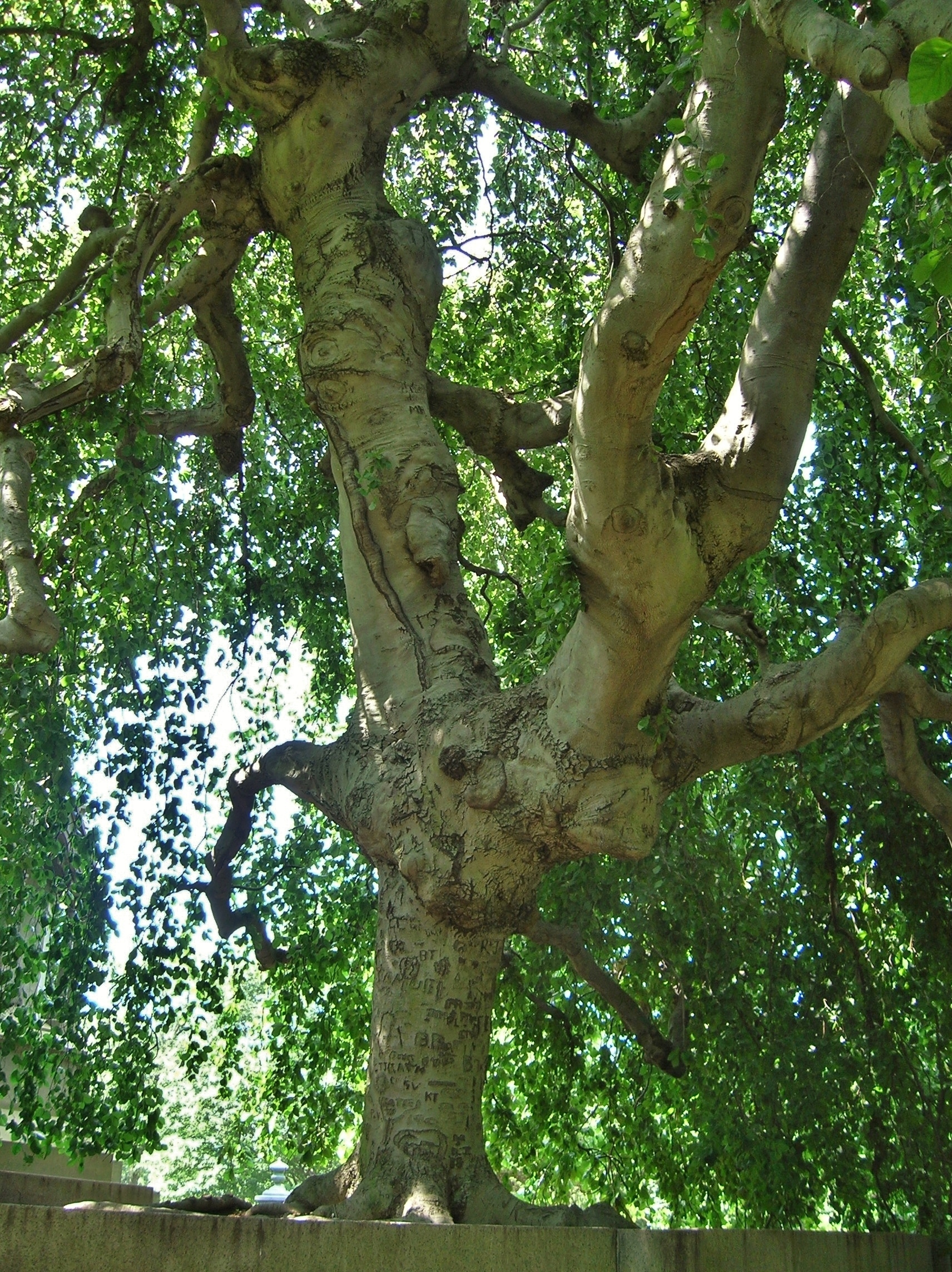
Weeping European beech tree
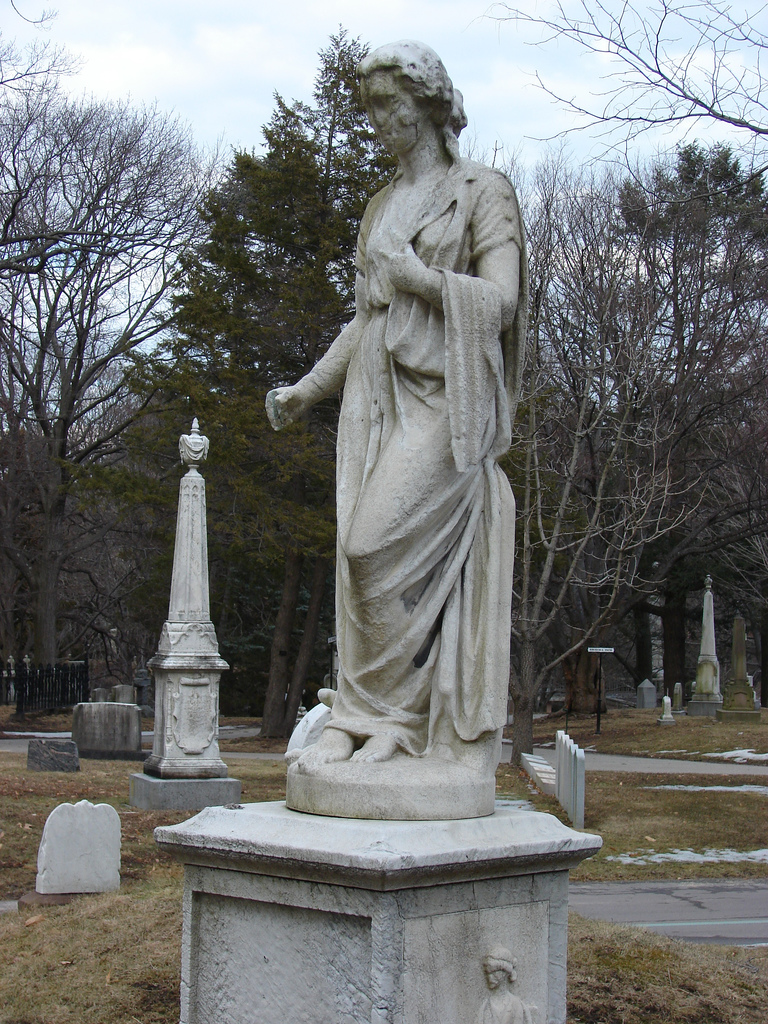
Hygeia, déesse grecque de la santé, sculptée par Edmonia Lewis en 1871-1872 pour la tombe de Harriot Kezai Hunt
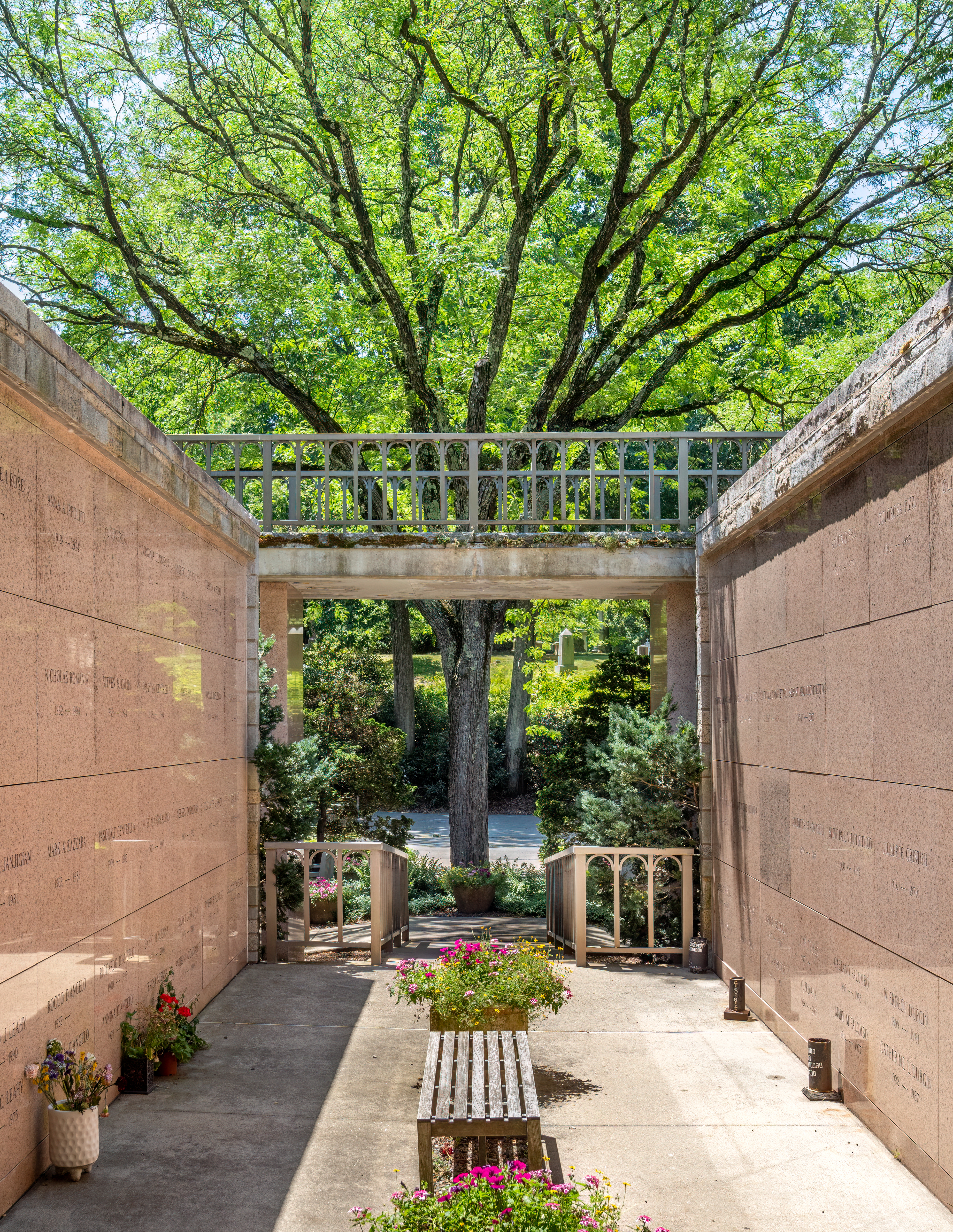
Un columbarium, derrière un frêne, au cimetière de Mount Auburn. Juillet 2022.